# ساتوشی هیدا
ساتوشی هیدا (انگلیسی: Satoshi Hida؛ زادهٔ ۱۸ آوریل ۱۹۸۴) بازیکن فوتبال اهل ژاپن است.
از باشگاه‌هایی که در آن بازی کرده‌است می‌توان به باشگاه فوتبال کاوازاکی فرونتال اشاره کرد.